# DESS
DESS (Diplôme d'Etudes Supérieures Spécialisées), někdy psáno i DÉSS či D.E.S.S.
je francouzská zkratka titulu psaného za jménem pro stupeň určitého vysokoškolského vzdělávání. 
Po reformě (2003-2006) jsou tituly MA, DEA a DESS nahrazeny magisterským stupněm. 